# 12869 Ejiaga
12869 Ejiaga eller 1998 MR32 är en asteroid i huvudbältet som upptäcktes den 24 juni 1998 av LINEAR i Socorro County, New Mexico. Den är uppkallad efter Lauren U. C. Ejiaga.
Asteroiden har en diameter på ungefär 5 kilometer och den tillhör asteroidgruppen Koronis.